# بیگ ولی، شهرستان کالاوراس، کالیفرنیا
بیگ ولی (به انگلیسی: Big Valley) یک منطقهٔ مسکونی در ایالات متحده آمریکا است که در شهرستان کالاوراس، کالیفرنیا واقع شده‌است. بیگ ولی ۶۵۷ متر بالاتر از سطح دریا واقع شده‌است.